# 954
| [ Edytuj tabelę ]              |                                              |
| Książę Polski                  | - 940 Siemomysł 960                          |
| Król Anglii                    | - 946 Edred 955                              |
| Hrabia Aragonii                | - 922 Andregota Galíndez 972                 |
| Hrabia Aragonii i król Nawarry | - 926 Garcia I 970                           |
| Hrabia Barcelony               | - 947 Borrell II 992 - 947 Miro 966          |
| Książę Bawarii                 | - 947 Henryk I 955                           |
| Książę Burgundii               | - 952 Gilbert 956                            |
| Cesarz Bizancjum               | - 913 Konstantyn VII Porfirogeneta 959       |
| Car Bułgarii                   | - 927 Piotr I 969                            |
| Książę Czech                   | - 935 Bolesław I Srogi 972                   |
| Król Danii                     | - 940 Gorm Stary 958                         |
| Władca Egiptu                  | - 946 Abu al-Kasim Unudżur 960               |
| Król Franków zachodnich        | - 936 Ludwik IV Zamorski 954 - 954 Lotar 986 |
| Hrabia Holandii                | - 939 Dirk II 988                            |
| Cesarz Japonii                 | - 946 Murakami 967                           |
| Kalif                          | - 946 Al-Muti 974                            |
| Hrabia Kastylii                | - 923 Ferdinand Gonzalez 970                 |
| Król Khmerów                   | - 944 Radżendrawarman II 968                 |
| Wielki książę Kijowa           | - 945 Światosław I 972                       |
| Patriarcha Konstantynopola     | - 933 Teofilakt 956                          |
| Władca Korei                   | - 949 Kwangjong 975                          |
| Król Leónu                     | - 950 Ordoño III 956                         |
| Król Norwegii                  | - 933 Haakon Dobry 961                       |
| Hrabia Palatynatu              | - 945 Hermann Pusillus 994                   |
| Papież                         | - 946 Agapit II 955                          |
| Hrabia Portugalii              | - 950 Gonçalo Mendes 999                     |
| Książę Saksonii                | - 936 Otton I Wielki 961                     |
| Król Szkocji                   | - 943 Malcolm I 954 - 954 Indulf 962         |
| Doża Wenecji                   | - 942 Pietro III Candiano 959                |
| Książę Węgier                  | - 947 Fajsz 955                              |

Rok 954 / CMLIV
stulecia: IX wiek ~
X wiek ~
XI wiek

lata: 944 «
949 «
950 «
951 «
952 «
953 «
954
» 955
» 956
» 957
» 958
» 959
» 964

## Wydarzenia

### Według miejsca

#### Europa
- Rozpoczęło się powstanie Słowian połabskich przeciwko Ottonowi I, które król niemiecki stłumił w 955.
- Wiosna - armia Księstwa Węgier pod dowództwem Bulcsú przeprawiła się przez Ren. Rozbili obóz w Wormacji w stolicy swojego sojusznika Konrada Rudego, księcia Lotaryngii. Następnie Bulcsú maszerował na zachód, atakując wojska króla Ottona I, przekraczając rzeki Mozelę i Mozę.[1]
- 6 kwietnia - 10 kwietnia - Węgrzy oblegali Cambrai, spalili jego przedmieścia, lecz nie byli w stanie podbić miasta. Jeden z krewnych Bulcsú został zabity przez obrońców, ponadto odmówili wydania jego ciała Węgrom, którzy w akcie zemsty zabili wszystkich swoich jeńców.
- Węgrzy ograbili regiony Hesbaye i Silva Carbonaria (dzisiejsza Belgia). Obrabowali i spalili Katedrę Św. Lamberta w  Hainaut, klasztor w Moorsel, ponadto ich łupem padły miasta Gembloux i Tournai.
- Lato - Węgrzy zaatakowali okolice Laon, Reims, Chalon, Metz i Gorze, po czym wrócili do Burgundii. W Prowansji Węgrzy walczą z Maurami z muzułmańskiej enklawy Fraxinet. [2]
- 10 września - Król Ludwik IV zmarł po wypadku podczas polowania (niedaleko jego pałacu w Corbeny). Następcą tronu został jego 13-letni syn Lotar (pod opieką Hugona Wielkiego, hrabiego Paryża).
- 12 listopada - koronacja Lotara w Opactwie Saint-Remi przez Artalda, arcybiskupa Reims, na króla zachodniofrankijskiego. Jego matka, królowa Gerberga Saska mianuje Hugona Wielkiego regenta.[3]
- Zima - w Sejm Rzeszy w Auerstedt zgromadzonej przez Ottona I, jego syn Ludolf (książę Szwabii) i Konrad Rudy poddają się władzy Ottona. Zostali pozbawieni księstw, ale kilku szlachciców w dalszym ciągu stawiało opór królowi. [4]

#### Anglia
- Król Eryk Krwawy Topór zostaje zabity w Stainmore, pozwalając królowi Edredowi odzyskać Skandynawski York i połączyć Nortumbrię, [5] z Królestwem Anglii. Osulf I z Bamburgh otrzymuje tytuł Ealdorman („hrabia”)  Nortumbrii.
- Król Malcolm I zginął w bitwie przeciwko Normanom po 11 latach panowania. Jego następcą został Indulf, syn zmarłego króla  Konstantyna II, jako władca Aly (Szkocja).

### Według tematu

#### Religia
- Książę Alberyk II, princeps i władca Rzymu umiera po 22-letnim panowaniu. Na łożu śmierci na swojego następcę wyznacza swego syna - Oktawiana.
- Seborga (współczesna Liguria) zostało poddane jurysdykcji Benedyktyńskim mnichom z opactwa Lerynu.

## Urodzili się
- Fujiwara no Yoshitaka, japoński poeta  waka (zm. 974)
- Ōnakatomi no Sukechika, japoński poeta  waka (zm. 1038)
- Otton I Szwabski, książę Szwabii i Bawarii (zm. 982)
- Wang Yucheng, chiński urzędnik i poeta (zm. 1001)

### data przybliżona
- Malcolm II, król Albya (Szkocja) (zm. 1034)

## Zmarli
- 25 stycznia - Aszot II, książę Tao-Klardżeti (Gruzja)
- 22 lutego - Guo Wei, cesarz z Późniejszej dynastia Zhou (ur. 904)
- 21 maja - Feng Dao, chiński książę i  kanclerz (ur. 882)
- 10 września - Ludwik IV, król Państwa zachodniofrankijskiego
- Abul-Aish Ahmad, sułtan z dynastii Idrysydów (Maroko)
- Alberyk II, książę Rzymu (ur. 912)
- Eryk Krwawy Topór, król Norwegii (ur. ok. 885)
- Cellachán Caisil, władca prowincji Munster (Irlandia)
- Fryderyk, arcybiskup (elektor) z Moguncji
- Fujiwara no Onshi, cesarzowa Japonii (ur. 885)
- Li (Dowager Zhaosheng), chińska cesarzowa Późniejszej dynastii Han
- Liu Chong, założyciel Północnego Han (ur. ok. 895)
- Malcolm I, król Alby (Szkocja)
- Nuh ibn Nasr, emir z dynastii Samanidów